# Lijst van voetbalinterlands Bosnië en Herzegovina - Wales (vrouwen)
Deze lijst van voetbalinterlands is een overzicht van alle officiële voetbalinterlands tussen de nationale vrouwenteams van Bosnië en Herzegovina en Wales. De landen hebben tot nu toe vier keer tegen elkaar gespeeld.

## Wedstrijden
| № | Plaats         | Datum            | Competitie           | Wedstrijd                     | Uitslag |
| - | -------------- | ---------------- | -------------------- | ----------------------------- | ------- |
| 1 | Rovinjsko Selo | 6 maart 2015     | Vriendschappelijk    | Bosnië en Herzegovina − Wales | 0 − 0   |
| 2 | Zenica         | 28 november 2017 | WK 2019 kwalificatie | Bosnië en Herzegovina − Wales | 0 − 1   |
| 3 | Swansea        | 7 juni 2018      | WK 2019 kwalificatie | Wales − Bosnië en Herzegovina | 1 − 0   |
| 4 | Swansea        | 6 oktober 2022   | WK 2023 kwalificatie | Wales − Bosnië en Herzegovina | 1 − 0   |

## Samenvatting
| Competitie        | Totaal gespeeld | Winst Bosnië en Herzegovina | Gelijk | Winst Wales | Doelsaldo Bosnië en Herzegovina – Wales |
| ----------------- | --------------- | --------------------------- | ------ | ----------- | --------------------------------------- |
| WK-kwalificatie   | 3               | 0                           | 0      | 3           | 0 − 3                                   |
| Vriendschappelijk | 1               | 0                           | 1      | 0           | 0 − 0                                   |
| Totaal            | 4               | 0                           | 1      | 3           | 0 − 3                                   |